# DDA1
DDA1 (англ. DET1 and DDB1 associated 1) – білок, який кодується однойменним геном, розташованим у людей на короткому плечі 19-ї хромосоми. Довжина поліпептидного ланцюга білка становить 102 амінокислот, а молекулярна маса — 11 835.
| 10         |  | 20         |  | 30         |  | 40         |  | 50         |
| ---------- |  | ---------- |  | ---------- |  | ---------- |  | ---------- |
| MADFLKGLPV |  | YNKSNFSRFH |  | ADSVCKASNR |  | RPSVYLPTRE |  | YPSEQIIVTE |
| KTNILLRYLH |  | QQWDKKNAAK |  | KRDQEQVELE |  | GESSAPPRKV |  | ARTDSPDMHE |
| DT         |  |            |  |            |  |            |  |            |

A: Аланін

C: Цистеїн

D: Аспарагінова кислота

E: Глутамінова кислота

F: Фенілаланін

G: Гліцин

H: Гістидин

I: Ізолейцин

K: Лізин

L: Лейцин

M: Метіонін

N: Аспарагін

P: Пролін

Q: Глутамін

R: Аргінін

S: Серин

T: Треонін

V: Валін

W: Триптофан

Кодований геном білок за функцією належить до фосфопротеїнів. 
Задіяний у таких біологічних процесах, як убіквітинування білків, ацетилювання. 